# Jambakan
Jambakan is een bestuurslaag in het regentschap Klaten van de provincie Midden-Java, Indonesië. Jambakan telt 2399 inwoners (volkstelling 2010).